# インデックス・トランスラチオヌム
インデックス・トランスラチオヌム (The Index Translationum) は、ユネスコによる書籍翻訳のデータベースである。書物は何千年にもわたって翻訳されてきたが、その事実を記録する中心機関は無かった。1932年に国際連盟は翻訳記録を取り始めた。1946年には国際連合が国際連盟に代わり、ユネスコが翻訳記録インデックスを担当することになった。データは冊子体で提供されていたが、1979年に記録はコンピュータ化されたので、それ以降のデータはオンラインで検索できる。
インデックスは個々の書籍を数えるようになっているので、翻訳数の少ない本を多く出している著者は、多く翻訳されても少ししか出さない著者より高く評価されるようになった。それで、例えば、聖書が世界で最も多くの言語に翻訳された唯一の書籍であっても、インデックスのトップ10にははいっていない。またウォルト・ディズニー・カンパニーは大勢の作家を雇用しているが、インデックスでは単一の著者と扱っている。同姓同名の著者はしばしば1人とみなされ、例えば、「エルジェ Hergé」のランクは『タンタンの冒険』の著者エルジェだけでなく、B.R. Hergehahnや、Elisabeth Hergetや、Douglas Hergertも含んでいる。従って、インデックスが示す上位の著者は、データベースをどう検索するかによっているので、結果には解釈が必要である。
インデックスによれば、アガサ・クリスティは依然として最も翻訳された作家である。

## 統計
出典: UNESCO

### 上位10人の著者
| No. | 著者                               | 翻訳数 |
| --- | ---------------------------------- | ------ |
| 1   | アガサ・クリスティ                 | 7,236  |
| 2   | ジュール・ヴェルヌ                 | 4,751  |
| 3   | ウィリアム・シェイクスピア         | 4,296  |
| 4   | イーニッド・ブライトン             | 3,924  |
| 5   | バーバラ・カートランド             | 3,652  |
| 6   | ダニエル・スティール               | 3,628  |
| 7   | ウラジーミル・レーニン             | 3,593  |
| 8   | ハンス・クリスチャン・アンデルセン | 3,520  |
| 9   | スティーヴン・キング               | 3,357  |
| 10  | ヤーコプ・グリム                   | 2,977  |

### 上位10の国
| No. | 国名                      | 翻訳数  |
| --- | ------------------------- | ------- |
| 1   | ドイツ                    | 269,724 |
| 2   | スペイン                  | 232,853 |
| 3   | フランス                  | 198,574 |
| 4   | 日本                      | 130,496 |
| 5   | ソビエト連邦 (1991年まで) | 92,734  |
| 6   | オランダ                  | 90,560  |
| 7   | ポーランド                | 77,716  |
| 8   | スウェーデン              | 73,230  |
| 9   | デンマーク                | 70,607  |
| 10  | 中国                      | 67,304  |

### 上位10の翻訳された言語
| No. | 言語           | 翻訳数  |
| --- | -------------- | ------- |
| 1   | ドイツ語       | 301,935 |
| 2   | フランス語     | 240,045 |
| 3   | スペイン語     | 228,559 |
| 4   | 英語           | 164,509 |
| 5   | 日本語         | 130,649 |
| 6   | オランダ語     | 111,270 |
| 7   | ロシア語       | 100,806 |
| 8   | ポルトガル語   | 78,904  |
| 9   | ポーランド語   | 76,706  |
| 10  | スウェーデン語 | 71,209  |

### 上位10のオリジナル言語
| No. | 言語           | 翻訳数    |
| --- | -------------- | --------- |
| 1   | 英語           | 1,266,110 |
| 2   | フランス語     | 226,123   |
| 3   | ドイツ語       | 208,240   |
| 4   | ロシア語       | 103,624   |
| 5   | イタリア語     | 69,555    |
| 6   | スペイン語     | 54,588    |
| 7   | スウェーデン語 | 39,984    |
| 8   | 日本語         | 29,246    |
| 9   | デンマーク語   | 21,252    |
| 10  | ラテン語       | 19,972    |

### 日本語から翻訳された上位10人の著者
（"TOP 10" Authors translated for a given original language を「Japanese」で検索）
| No. | 著者       | 翻訳数 |
| --- | ---------- | ------ |
| 1   | 村上春樹   | 488    |
| 2   | 鳥山明     | 480    |
| 3   | 三島由紀夫 | 347    |
| 4   | 高橋留美子 | 285    |
| 5   | 手塚治虫   | 239    |
| 6   | 尾田栄一郎 | 225    |
| 7   | 川端康成   | 220    |
| 8   | 大江健三郎 | 191    |
| 9   | 谷崎潤一郎 | 180    |
| 10  | 井上靖     | 155    |